# Sean Gunn
Pour les articles homonymes, voir Gunn.
Cet article concerne un acteur américain. Pour le nageur zimbabwéen, voir Sean Gunn (natation).
Sean Gunn est un acteur américain né le 22 mai 1974 à Saint-Louis dans le Missouri.

## Biographie
Ses parents sont Leota et James F. Gunn.
Ses frères sont le réalisateur James Gunn, Matt Gunn qui est écrivain politique, Brian Gunn qui est scénariste, et Patrick Gunn qui est producteur. Il a aussi une sœur, Beth Gunn, qui est avocate spécialisée pour les droits au travail et l'égalité des chances.
Il a fait ses études à Jesuit St. Louis University High School. Il obtient son diplôme en 1992.
Gunn est marié depuis 2019 à l'actrice et réalisatrice Natasha Halevi.

## Filmographie

### Cinéma

#### Longs métrages
- 1996 : Tromeo and Juliet de Lloyd Kaufman : Sammy Capulet
- 1998 : Stricken de Paul Chilsen : Guffy
- 1999 : The Auteur Theory d'Evan Oppenheimer : Tori York
- 2000 : The Specials de Craig Mazin : Un orphelin alien
- 2001 : Pearl Harbor de Michael Bay : Un marin
- 2006 : Jesus, Mary and Joey de James Quattrochi : Stevie
- 2008 : Pants on Fire de Colin Campbell : PK
- 2010 : Super de James Gunn : Toby
- 2011 : Who the F Is Buddy Applebaum de Colin Campbell : Pinto
- 2012 : The Giant Mechanical Man de Lee Kirk : George
- 2014 : Les Gardiens de la Galaxie (Guardians of the Galaxy) de James Gunn : Kraglin Obfonteri / Doublure de Rockett
- 2014 : The Hive de David Yarovesky : Dr. Baker
- 2016 : Ordinary World de Lee Kirk : Ted
- 2016 : The Belko Experiment de Greg McLean : Marty Espenscheid
- 2016 : Po (A Boy Called Po) de John Mallory Asher : Ben
- 2017 : Les Gardiens de la Galaxie Vol. 2 (Guardians of the Galaxy Vol. 2) : Kraglin Obfonteri / Doublure de Rockett
- 2017 : Different Flowers de Morgan Dameron : Ken
- 2018 : Avengers : Infinity War d'Anthony et Joe Russo : Doublure de Rockett
- 2019 : Avengers : Endgame d'Anthony et Joe Russo : Kraglin Obfonteri / Doublure de Rockett
- 2021 : The Suicide Squad de James Gunn : Weasel / Calendar Man
- 2021 : I Am Mortal de Tony Aloupis : Le pilote
- 2021 : Agnes de Mickey Reece : Paul Satchimo
- 2022 : Thor : Love and Thunder de Taika Waititi : Kraglin Obfonteri
- 2023 : Les Gardiens de la Galaxie Vol. 3 (Guardians of the Galaxy Vol. 3) de James Gunn : Kraglin Obfonteri / Doublure de Rockett
- 2025 : Superman : Maxwell Lord

#### Courts métrages
- 2001 : Love, Sex & Murder de Tony Giglio : Le serveur
- 2003 : The Man Who Invented the Moon de John Cabrera : Sammy Hughes
- 2004 : Fish Out of Water de Dewey Kim : Jim

### Télévision

#### Séries télévisées
- 1999 : Any Day Now : un employé
- 1999 : 100% normal (Brutally Normal) : Lenny
- 1999 - 2000 : Angel : Lucas / Mars
- 2000 : The Michael Richards Show : Dennis
- 2000 : Inside Schwartz : Un homme
- 2000 - 2007 : Gilmore Girls : Kirk Gleason
- 2001 : Troisième planète après le Soleil (3rd Rock from the Sun) : Un homme
- 2001 : DAG : Ryan
- 2001 : On the Road Again : Joey « Fuzz » Fucetti
- 2002 : Oui, chérie ! (Yes, Dear) : David Scott
- 2002 - 2003 : Le Monde merveilleux d'Andy Richter (Andy Richter Controls the Universe) : Phil
- 2007 - 2008 : October Road, un nouveau départ (October Road) : Rooster
- 2011 : For a Green Card : Andrew
- 2012 : Glee  : Phineas Hayes
- 2012 - 2013 : Bunheads :  Sebastian
- 2014 : Bones : Howard Fitch
- 2016 : Gilmore Girls : Une nouvelle année (Gilmore Girls : A Year in the Life) : Kirk Gleason
- 2016 : Superstore : Un client (saison 1. Episode 6)
- 2018 : Robot Chicken : Maire Larry Vaughn (voix)
- 2021 : What If...? : Kraglin Obfonteri
- 2021 : The Rookie : Le Flic de Los Angeles (The Rookie) : Un chasseur de trésor
- 2022 : The Terminal List : Saul Agron
- 2024 : Creature Commandos : G.I. Robot (en) / Weasel (voix)

#### Téléfilm
- 2013 : The Education of Eddie and Mortimer de Rocky Powell : Creepy Carl
- 2022 : Les Gardiens de la Galaxie : Joyeuses Fêtes de James Gunn : Kraglin Obfonteri / Doublure de Rockett

### Jeu vidéo
- 2012 : Lollipop Chainsaw : Swan (voix)